# Яснополе
Яснополе (пол. Jasnopole, нім. Klarpfuhl) — село в Польщі, у гміні Каліш-Поморський Дравського повіту Західнопоморського воєводства.
У 1975-1998 роках село належало до Кошалінського воєводства.